# Duccio Galimberti
Tancredi Achille Giuseppe Olimpio Galimberti, detto Duccio (Cuneo, 30 aprile 1906 – Cuneo, 3 dicembre 1944), è stato un avvocato e partigiano italiano.
Fu la figura più importante della Resistenza in Piemonte. Medaglia d'Oro al Valor Militare e Medaglia d'oro della Resistenza, fu proclamato Eroe nazionale dal CLN piemontese.

## Biografia
Figlio di Tancredi (che era stato ministro delle Poste con Giuseppe Zanardelli e poi senatore fascista) e di Alice Schanzer, studiosa e poetessa di origini austriache, gli vennero imposti i nomi di Tancredi, Achille, Giuseppe, Olimpio, ma per tutta la vita sarebbe stato, appunto, Duccio. Dopo aver conseguito la laurea in Giurisprudenza a Torino, esercitò l'attività di avvocato e continuò a svolgere studi inerenti a problemi giuridici. Divenne un valente penalista già in giovane età e, nonostante la posizione del padre, non venne mai a compromessi con il fascismo. Quando giunse il momento della chiamata obbligatoria alle armi, decise di svolgere il servizio di leva come soldato semplice, perché per poter frequentare il corso di allievo ufficiale avrebbe dovuto iscriversi al partito fascista.
Mazziniano fervente, negli anni tra il 1940 e il 1943 tentò di organizzare gli antifascisti cuneesi. Nel 1942 fu tra gli organizzatori del Partito d'Azione nella sua città, raccogliendo attorno a sé personaggi di antiche convinzioni democratiche e un gruppo di giovani cresciuti nell'ambito delle organizzazioni universitarie fasciste e maturati agli ideali dell'antifascismo. Galimberti venne clamorosamente allo scoperto dopo la destituzione di Mussolini: il 26 luglio del 1943 si affacciò alla finestra del suo studio che dava sulla piazza Vittorio (divenuta negli anni successivi piazza Galimberti in suo onore) e arringò la folla. Intervenne la polizia e le persone che accorsero ad ascoltarlo vennero disperse a colpi di manganello. Nello stesso giorno parlò in un comizio a Torino. Riferendosi al proclama del generale Badoglio gridò: «Sì, la guerra continua fino alla cacciata dell'ultimo tedesco, fino alla scomparsa delle ultime vestigia del regime fascista!». Queste frasi gli causarono subito un mandato di cattura delle autorità badogliane, che fu revocato soltanto tre settimane dopo.

### Nella Resistenza
L'8 settembre lo Studio Galimberti a Cuneo si trasformò in centro operativo per l'organizzazione della lotta armata popolare, dopo che Galimberti non riuscì a convincere il Comando militare di Cuneo a opporsi in armi all'avanzata dell'esercito tedesco che stava calando dal Brennero in tutta la penisola. Tre giorni dopo, Duccio, con Dante Livio Bianco e altri dieci amici si recò in Valle Gesso, dove costituì il primo nucleo della banda partigiana Italia libera (analoga banda venne formata in Valle Grana da Giorgio Bocca, Benedetto Dalmastro e altri amici di Duccio), dalla quale nacquero le Brigate Giustizia e Libertà. Duccio dimostrò rilevanti capacità di organizzazione e conduzione della lotta partigiana. Egli si occupava, tra l'altro, del reclutamento di nuovi partigiani, vagliando la validità "morale" dei nuovi arrivati. Infatti era altissimo il rischio che fra loro si annidassero delle spie fasciste.
Dimostrò inoltre una grande cultura politica e progettuale e, soprattutto, una grande umanità. L'umanità di Galimberti traspariva dal suo tratto, dal suo sorriso, dalla sua saggezza e anche dal suo disagio di fronte alle crudeltà, quali erano le rappresaglie ritenute indispensabili sui tedeschi e i fascisti che avessero infierito sulla popolazione civile. Trasferitosi più tardi in Valle Grana, alla frazione San Matteo, Galimberti impostò il lavoro di organizzazione delle unità partigiane da cui sarebbero nate le Brigate Giustizia e Libertà del Cuneese. Quando il 13 gennaio 1944 i tedeschi investirono in forze la posizione di San Matteo, furono contrastati dalla tattica elastica dei partigiani, i quali riuscirono a far fallire il loro piano.
Nel gennaio del 1944 Galimberti venne ferito durante un rastrellamento in Valle Grana e curato sommariamente in una stalla di Rittana da una dottoressa ebrea e polacca, che era sfuggita ai nazisti ed era riparata tra i partigiani. La gravità delle ferite lo costrinse ad andare all'Ospedale di Canale. Dopo un periodo di cure trascorso in un rifugio nelle Langhe, venne nominato comandante di tutte le formazioni Giustizia e Libertà del Piemonte e loro rappresentante nel Comitato militare regionale. Nutrito di spirito europeista nell'accezione federalista, il 22 maggio 1944 siglò a Barcelonnette un patto di collaborazione e di amicizia con i "maquisards", partigiani francesi. Trattò inoltre l'unificazione e il coordinamento delle bande operanti in Valle d'Aosta. Si trasferì a Torino, dove iniziò a esercitare l'incarico della direzione militare regionale. Galimberti cominciò in tal modo un'opera incessante e rischiosissima di organizzazione, entrando a far parte del Comando regionale dei Corpo volontari della libertà.
In seguito a una delazione, venne arrestato il 28 novembre 1944 in una panetteria di Torino che era il recapito del Comando partigiano. I frenetici tentativi delle forze della Resistenza di operare uno scambio di prigionieri con i tedeschi furono inutili: Galimberti era una figura importantissima per i partigiani resistenti e, per i nazisti e i fascisti, una preda troppo ambita per lasciarla sfuggire. Quattro giorni più tardi, nel pomeriggio del 2 dicembre, un gruppo di fascisti dell'Ufficio politico di Cuneo andò a Torino per prelevarlo dal carcere. Fu trasportato nella caserma delle brigate nere di Cuneo: qui Galimberti venne sottoposto a interrogatorio e ridotto in fin di vita dalle sevizie, ma nonostante questo i fascisti non riuscirono ad ottenere alcuna informazione riguardante le formazioni partigiane della montagna cuneese.
Il mattino del 3 dicembre la salma fu caricata su un camioncino e, trasportata nei pressi di Centallo, fu abbandonata ai margini di un campo dopo una finta fucilazione. In reazione, il 12 dicembre il comando militare partigiano del Piemonte dispose una rappresaglia – giudicata dallo storico Claudio Pavone «particolarmente dura» – emanando il seguente ordine: «Passare per le armi 50 banditi delle brigate nere per vendicare la morte del comandante Tancredi Galimberti».

## Nella memoria collettiva
In Galimberti si rinnova una qualità propria del patriottismo italiano: in lui, fervente mazziniano, operava uno spirito impregnato di amor di patria e aperto alle rivendicazioni di libertà di tutti i popoli, uno spirito europeista, libero da odii e ambizioni nazionalistiche.
È ricordato nella seconda strofa della canzone Per i morti di Reggio Emilia scritta e inizialmente cantata da Fausto Amodei. Nel 1948 Giorgio Federico Ghedini compose il Concerto funebre per Duccio Galimberti per tenore, basso, archi, tromboni e timpani.

### La lapide ad ignominia
Lo avrai

camerata Kesselring

il monumento che pretendi da noi italiani

ma con che pietra si costruirà

a deciderlo tocca a noi.

Non coi sassi affumicati

dei borghi inermi straziati dal tuo sterminio

non colla terra dei cimiteri

dove i nostri compagni giovinetti

riposano in serenità

non colla neve inviolata delle montagne

che per due inverni ti sfidarono

non colla primavera di queste valli

che ti videro fuggire.

Ma soltanto col silenzio dei torturati

Più duro d'ogni macigno

soltanto con la roccia di questo patto

giurato fra uomini liberi

che volontari si adunarono

per dignità e non per odio

decisi a riscattare

la vergogna e il terrore del mondo.

Su queste strade se vorrai tornare

ai nostri posti ci ritroverai

morti e vivi collo stesso impegno

popolo serrato intorno al monumento

che si chiama

ora e sempre

RESISTENZA

Piero Calamandrei ha dedicato alla memoria di Duccio Galimberti la "Lapide ad ignominia", scritta in risposta ad Albert Kesselring, comandante delle truppe tedesche in Italia, condannato per crimini di guerra, che affermava invece di meritare un monumento.

### Museo casa Galimberti
La casa e lo studio che furono della famiglia Galimberti sono oggi un museo, a seguito del lascito testamentario del fratello Carlo Enrico nel 1974. Esso espone oggetti, documenti, ricordi della famiglia e in particolare contiene una biblioteca di circa 20.000 volumi, riviste ed opuscoli prevalentemente appartenenti all'Ottocento e primi Novecento d'argomento giuridico, letterario, scientifico ed artistico, opere d'arte di pittori quali Lorenzo Delleani, Giacomo Grosso, Matteo Olivero e scultori come Leonardo Bistolfi e Henri Godet.

## Filmografia
- Teo De Luigi, Duccio Galimberti. Il tempo dei testimoni, su istitutoresistenzacuneo.it. URL consultato il 27 agosto 2020 (archiviato dall'url originale il 13 aprile 2013).

## Riconoscimenti

Duccio Galimberti nel francobollo commemorativo del centenario della nascita

- I comuni di Cuneo, Montepulciano (SI), in località Sant'Agnese, Prarostino (TO), Borgo San Lorenzo (FI) e Matelica (MC), nella centralissima piazza Enrico Mattei, hanno esposto il testo dello scritto di Piero Calamandrei su lapidi.
- È ricordato come eroe della Resistenza nella canzone "Per i morti di Reggio Emilia" di Fausto Amodei.[4]
- A lui sono intitolate una piazza a Cuneo (nel centro della città) e una a Torino (nella circoscrizione 9), nonché vie di dozzine di città tra cui Bologna, Milano, Roma e Napoli, Alessandria, Asti, Livorno, Prato, Forlì, Reggio Emilia, Rimini e Varese.[5]
- Il comune di Susa gli ha dedicato una targa nel municipio[6]
- A lui è intitolata anche una scuola elementare a Torino.